# 공공 신용에 대한 두 번째 보고서
미국사에서 공공 신용에 대한 두 번째 보고서(영어: Second Report on Public Credit) 또는 국립은행 보고서(영어: The Report on a National Bank)로 불리는 이 문서는 초대 미국의 재무장관, 알렉산더 해밀턴이 의회에 제출한 재정 및 경제 정책에 관한 네 가지 영향력 있는 보고서 중 두 번째 보고서였다. 1790년 12월 14일 제출된 이 보고서는 법정 통화의 유통을 확대하고, 연방 은행권을 발행하여 국채를 화폐화하는 것을 주 목적으로 하는 중앙은행 설립을 요청했다.
잉글랜드 은행을 모델로 한 이 민간 소유의 공공 자금 지원 기관은 또한 연방 정부의 세입 수수료를 처리하고 재정 업무를 수행하는 역할도 했다. 해밀턴은 이 은행이 안정적이고 유연한 금융 시스템을 구축하는 데 필수적이라고 여겼다.
연방당이 은행 설립 법안을 쉽게 통과시키자 해밀턴의 부상하는 경제 민족주의에 적대적인 농업 반대 세력이 반발했다. 대표 제임스 매디슨은 헌법적 주장을 내세워 미국 헌법의 "필요적절" 조항에 따라 의회가 법인 설립 허가권을 부여하는 광범위한 권한에 이의를 제기하고 해밀턴이 건국 문서의 문자적이고 엄격한 해석을 위반했다고 비난했다.
매디슨의 반대에도 불구하고, 미국 제1은행을 설립하기 위해 작성된 1791년 은행법은 1791년 2월 8일 미국 하원에서 39대 20의 표결로 수정 없이 통과되었다. 은행은 20년 기한의 헌장을 부여받았다.

## 은행의 헌법적 합법성에 대한 논쟁
매디슨의 은행 헌법적 합법성에 대한 우려는 조지 워싱턴 대통령의 마음속에 은행 법안의 합법성에 대한 의문을 불러일으켰다. 워싱턴은 법안 서명을 미루고 내각과 협의했다. 국무장관 토머스 제퍼슨과 법무장관 에드먼드 랜돌프는 연방 정부가 열거된 권한에 엄격히 제한된다는 매디슨의 의견에 동의했고, 미국 수정 헌법 제10조를 인용하여 그 주장을 강화했다. 그들은 주권의 입장을 주장했고 제한된 연방 권력을 믿었다.
미국 수정 헌법 제10조는 1791년 2월 2일 은행 법안이 의회를 통과한 이후인 1791년 12월 15일에 비준되었으므로 당시 헌법의 일부가 아니었다.
은행에 대한 해밀턴의 유명한 반박은 1791년 2월 23일 워싱턴에게 제출되었다. 이것은 헌법의 넓은 해석 원칙에 기반한 "묵시적 권한"의 원칙을 도입했다. 그는 은행을 설립할 권한이 헌법에 명시적으로 의무화되어 있지 않지만 중앙 정부에 내재되어 있으며, 건국 문서에 명시된 임무를 수행하는 데 필요하다고 주장했다.
"넓은" 또는 "자유로운" 해석은 워싱턴을 설득했고, 그는 1791년 2월 25일 은행 법안에 서명했다.
해밀턴이 재정 및 금융 계획을 성공적으로 추진하면서 매디슨과 제퍼슨은 양당제를 위한 정치적 기반을 구축하게 되었다. 뉴욕주-버지니아주 동맹을 기반으로 한 민주공화당은 "1800년 혁명"에서 연방당을 패배시켰다.

## 은행의 설계, 기능 및 성과
미국 제1은행은 정부와 민간 소유권이 혼합되어 있었고 공공 감독을 받았다. 연방 정부는 은행 이사 25명 중 5명을 임명하고 주식의 4분의 1을 보유했다. 나머지 20명의 은행 이사는 투자자들이 선정했으며, 나머지 주식의 75%는 투자자들이 제공했다. 재무장관은 은행 행정관으로부터 부채 한도가 예금을 제외하고 1천만 달러를 초과하지 않도록 하고 정부의 법인 설립 규칙을 준수하는지 확인하는 진술서를 받았다.
채무 증서, 즉 정부의 미국 독립 전쟁 부채는 해밀턴의 공공 신용에 대한 첫 번째 보고서의 조건에 따라 액면가와 미지급 이자를 포함한 정부 증권으로 지불되었다. 새로운 증권은 은행이 주식을 구매하는 데 사용되었으며, 그 가치의 4분의 3(75%)까지 허용되었다. 증권의 담보를 기반으로 은행은 새로운 지폐를 발행하여 통화 공급을 극적으로 증가시켰고 국가의 주요 유통 매체인 법정 통화 역할을 했다.
해밀턴은 미국이 관대한 단기 대출 약정을 맺도록 했으며, 이 약정에서 연방 정부는 은행 자체에서 빌린 자금으로 은행 주식 2백만 달러를 차용했다.
역사학자 존 체스터 밀러는 "1792년까지 알렉산더 해밀턴이 주도한 리더십 덕분에 독립 투쟁에서 비롯된 막대한 전쟁 부채는 궁극적으로 소멸되는 과정에 놓였고, 정부 증권 가격은 액면가에 가깝게 안정되었으며, 숨겨져 있던 부가 드러났고, 부채 관리 시스템이 구축되었으며, 연방 정부의 권한이 주들에 대해 결정적으로 주장되었고, 외국 자본이 미국으로 쏟아져 들어오기 시작했으며, 연방 정부의 신용이 확고하게 확립되었다"고 언급했다.
공공 신용 보고서와 해밀턴의 미국 은행에 대한 주장은 "진정으로 효과적인 국가 정부를 위한 철학적 토대를 마련했다."

## 같이 보기
- 공공 신용에 대한 첫 번째 보고서 - 해밀턴의 공공 재정에 대한 보고서
- 제조업에 대한 보고서 - 제조업 장려에 대한 해밀턴의 보고서
- 연방당 - 해밀턴의 정당
- 정치경제학 - 경제 이론 연구 개요
- 공공 신용 추가 지원 계획에 관한 보고서 - 해밀턴이 사임 후 공공 신용을 다루기 위한 제안